# Miss Connecticut USA
Miss Connecticut USA es el certamen que selecciona a la representante del estado de Connecticut en el certamen de Miss USA. El certamen está dirigido por Ewald Productions.
A pesar de una serie de semifinales de prácticas en la década de 1960, Connecticut es en general uno de los estados menos exitosos en Miss USA. Desde 1969 hasta 2002, ni una sola Miss Connecticut USA se había colocado en la competencia nacional. En 2002, esta mala racha fue rota por Alita Dawson, quien se colocó como cuarta finalista. 
Erin Brady de East Hampton se convirtió en la primera y única Miss USA del estado de Connecticut, cuando fue coronada Miss USA 2013.
La titular actual es Cynthia Dias de Wolcott, Connecticut y fue coronada el 10 de abril de 2022 en Windsor, Connecticut. Dias representó a Connecticut en Miss USA 2022, ganó la votación en línea para ingresar al Top 16 y se ubicó en el Top 12.

## Resumen de resultados
- Ganadoras de Miss USA: Erin Brady (2013)
- Primeras finalistas: Diane Zabicki (1962), Pat Denne (1966)
- Cuartas finalistas: Alita Dawson (2002)
- Top 10/12: Tiffany Teixeira (2016), Cynthia Dias (2022)
- Top 15: Andrea Todd (1954), Joyce Trautwig (1960), Florencia Mayette (1961), Janice Shilinsky (1968), Elizabeth Wanderman (1969), Monica Pietrzak (2009)

## Ganadoras
Colores clave
- Declarada como ganadora
- Terminó como finalista
- Terminó como una de las semifinalistas o cuartofinalistas

| Año  | Nombre                        | Procedencia    | Edad1          | Posición en Miss USA | Premios especiales en Miss USA | Notas |
| ---- | ----------------------------- | -------------- | -------------- | -------------------- | ------------------------------ | --- |
| 2023 | Por determinar                | Por determinar | Por determinar | Por determinar       |                                | |
| 2022 | Cynthia Dias                  | Wolcott        | 22             | Top 12               |                                | - Anteriormente Miss Connecticut's Outstanding Teen 2014 |
| 2021 | Amanda Torchia                | Middlebury     | 25             |                      |                                | |
| 2020 | Chelsea Demby                 | Farmington     | 23             |                      |                                | |
| 2019 | Acacia Courtney               | Hamden         | 26             |                      |                                | Anteriormente Miss Connecticut's Outstanding Teen 2009 Anteriormente Miss Connecticut 2014 |
| 2018 | Jamie Hughes                  | Stamford       | 27             |                      |                                | |
| 2017 | Olga Litvinenko               | Greenwich      | 27             |                      |                                | Anteriormente Miss Connecticut Teen USA 2007 |
| 2016 | Tiffany Teixeira              | Bridgeport     | 24             | Top 10               |                                | Anteriormente Miss Connecticut Teen USA 2009 |
| 2015 | Ashley Golebiewski            | Hartford       | 21             |                      |                                | |
| 2014 | Desirée Pérez                 | Greenwich      | 25             |                      |                                | Nacida en Venezuela Anteriormente Miss Connecticut U.S. International 2013 |
| 2013 | Erin Brady                    | East Hampton   | 25             | Miss USA 2013        |                                | Top 10 en Miss Universo 2013 |
| 2012 | Marie-Lynn Piscitelli         | North Haven    | 26             |                      |                                | Anteriormente Miss Connecticut Teen USA 2001 |
| 2011 | Regina Turner                 | Old Saybrook   | 21             |                      |                                | |
| 2010 | Ashley Bickford               | Torrington     | 24             |                      |                                | Ganadora de la Triple Corona: Anteriormente Miss Connecticut Teen USA 2002 y Top 10 en Miss Teen USA 2002. Previamente Miss Rhode Island 2007 y ganadora preliminar en traje de baño y Miss Fotogénica en Miss America 2008. |
| 2009 | Monica Pietrzak               | Manchester     | 25             | Top 15               |                                | Hermana de Miss Massachusetts USA 2012, Natalie Victoria Pietrzak |
| 2008 | Jacqueline Honulik            | Fairfield      | 21             |                      |                                | |
| 2007 | Melanie Mudry                 | New Hartford   | 26             |                      |                                | Posteriormente Mrs. Connecticut America 2009 bajo su nombre de casada, Melanie Varian. |
| 2006 | Jeannine Phillips             | Lisbon         | 22             |                      |                                | |
| 2005 | Melissa Mandak                | Hamden         | 26             |                      |                                | |
| 2004 | Sheila Wiatr                  | Rocky Hill     | 24             |                      |                                | |
| 2003 | Michelle LaFrance             | Orange         | 24             |                      |                                | |
| 2002 | Alita Dawson                  | Hamden         | 22             | Cuarta finalista     |                                | Anteriormente Miss Connecticut Teen USA 1997, Miss Teen All American 1998 |
| 2001 | Amy Vanderoef                 | Bristol        | 26             |                      |                                | |
| 2000 | Sallie Toussaint              | Hartford       | 25             |                      |                                | Miss Mundo Estados Unidos 1997, semifinalista en Miss Mundo 1997 |
| 1999 | Christina Damico              |                |                |                      |                                | |
| 1998 | Kristina Hughes               | Pawcatuck      |                |                      |                                | |
| 1997 | Christine Pavone              | Shelton        | 23             |                      |                                | |
| 1996 | Wanda Gonzalez                |                | 24             |                      |                                | |
| 1995 | Traci Bryant                  | New Haven      |                |                      |                                | |
| 1994 | Mistrella Egan                | Danbury        |                |                      |                                | |
| 1993 | Alison Benusis                | Ridgefield     |                |                      |                                | Anteriormente Miss Connecticut Teen USA 1991 |
| 1992 | Catherine Sanchez             |                |                |                      |                                | |
| 1991 | Valorie Abate                 |                |                |                      |                                | Miss Connecticut 1992. Primera finalista en Miss Oktoberfest 1991 |
| 1990 | Allison Barbeau-Diorio        |                |                |                      |                                | Anteriormente Miss Connecticut Teen USA 1987 |
| 1989 | Lisa Vendetti                 | South Windsor  |                |                      |                                | |
| 1988 | Cathy Galasso                 | Hamden         |                |                      |                                | |
| 1987 | Jolene Foy                    | Clinton        |                |                      |                                | |
| 1986 | Jennifer Benusis              | Ridgefield     |                |                      |                                | |
| 1985 | Adrianne Hazelwood            | Hamden         |                |                      |                                | Anteriormente Miss Wisconsin Teen USA 1984, Top 10 en Miss Teen USA 1984 y primera titular estatal de Miss Teen USA en ganar un título estatal de Miss USA.                                                                  |
| 1984 | Lynne Scalo                   | Bridgeport     |                |                      |                                | |
| 1983 | Mary Seleman                  | Swansea        |                |                      |                                | |
| 1982 | Maureen Szekeres              | Shelton        |                |                      |                                | |
| 1981 | Kelly Thompson                | Monroe         |                |                      |                                | |
| 1980 | Kristine Wilson               | Farmington     |                |                      |                                | |
| 1979 | Mary Beth Lombardi            | Vernon         |                |                      |                                | |
| 1978 | Martha Szabo                  | Hartford       |                |                      |                                | |
| 1977 | Sue Crone                     | Meriden        | 24             |                      |                                | |
| 1976 | Rozalyn Ralph                 | Waterbury      | 23             |                      |                                | |
| 1975 | Michele Menegay               |                |                |                      |                                | |
| 1974 | Valerie Cappello              |                |                |                      |                                | |
| 1973 | Wendy Vecchiarino             |                |                |                      |                                | |
| 1972 | Diane Stevens                 |                |                |                      |                                | |
| 1971 | Diane Turetzky                | Waterford      | 18             |                      |                                | |
| 1970 | Patricia Matthews             | Farmington     |                |                      |                                | |
| 1969 | Elizabeth Wanderman           |                |                | Semifinalista        |                                | Semifinalista en Miss Mundo Estados Unidos 1971 como Miss Nueva Jersey |
| 1968 | Janice Shilinsky              |                |                | Semifinalista        |                                | |
| 1967 | No se realizó ningún concurso |                |                |                      |                                | |
| 1966 | Pat Denne                     | West Hartford  |                | Primera finalista    |                                | |
| 1965 | Elizabeth Matusko             |                |                |                      |                                | |
| 1964 | Patricia Powell               |                |                |                      |                                | |
| 1963 | Gail Dinan                    |                |                |                      |                                | Semifinalista en Miss American Beauty 1965, título de la representante de Estados Unidos a Miss Internacional |
| 1962 | Diane Zabicki                 |                |                | Primera finalista    |                                | |
| 1961 | Florence Mayette              |                |                | Semifinalista        |                                | Representó a Vermont en Miss Mundo Estados Unidos 1961, no clasificó |
| 1960 | Joyce Trautwig                |                |                | Semifinalista        |                                | |
| 1959 | Jayne Burghardt               |                |                |                      |                                | |
| 1958 | Dorothy Dillen                |                |                |                      |                                | |
| 1957 | Rosemary Galliotti            |                |                |                      |                                | |
| 1956 | Dorothy Bailey                |                |                |                      |                                | |
| 1955 | Jane Bartolotta               |                |                |                      |                                | |
| 1954 | Andrea Todd                   |                |                | Semifinalista        |                                | |
| 1953 | Beverlee Burlant              |                |                |                      |                                | |
| 1952 | Jo Kuhlmann                   |                |                |                      |                                | |

1 Edad al momento de competir en Miss USA